# Robert Ito
Robert Ito (* 2. Juli 1931 in Vancouver, Kanada) ist ein kanadischer Filmschauspieler. Er wurde im deutschsprachigen Raum vor allem als Sam Fujiyama, der Assistent des Gerichtsmediziners Quincy in der gleichnamigen Fernsehserie von 1976 bis 1983 bekannt.

## Leben
Robert Ito ist japanischer Abstammung und war mehrere Jahre professioneller Tänzer im kanadischen Nationalballett, bevor er in der Mitte der 1960er-Jahre zum Schauspiel wechselte. Im Fernsehen war er erstmals 1965 in einer kleinen Gastrolle in der Serie Tennisschläger und Kanonen zu sehen. Er spielte meist ethnische Rollen als Japaner, so in mehreren Science-Fiction-Filmen (etwa Women of the Prehistoric Planet, 1965) und Weltkriegsstreifen (wie Schlacht um Midway, 1976). Ito blieb lange in der Regel auf kleine Rollen beschränkt und spielte in den 1970er-Jahren in einzelnen Episoden beliebter Serien wie Ihr Auftritt, Al Mundy, Der Chef und M*A*S*H.
Größere Bekanntheit verschaffte sich Ito schließlich ab 1976 durch die Rolle des Sam Fujiyama, fähiger Assistent der von Jack Klugman verkörperten Hauptfigur, in der Krimireihe Quincy. Die Rolle wurde japanischstämmig gemacht, nachdem die Entwickler der Serie festgestellt hatten, dass ein großer Anteil der Mitarbeiter in den Pathologien der USA asiatischer Herkunft war. Ito blieb bis zum Serienende 1983 ein fester Bestandteil und tauchte in den allermeisten Folgen auf. Er hatte im Anschluss an Quincy weiterhin viele Fernsehrollen, so als Lawrence „Larry“ Mishima in fünf Folgen von Falcon Crest. Zu seinen bekannteren Kinorollen zählen ein entführter Professor in dem Science-Fiction-Film Buckaroo Banzai – Die 8. Dimension (1984) und das Oberhaupt einer japanisch-amerikanischen Familie, die nach Pearl Harbor zwangsinterniert wird, in Krieg und Liebe (1995).
Zudem war Ito als Sprecher von Figuren bei vielen Zeichentrickserien zu hören, darunter Avatar – Der Herr der Elemente, Captain Planet, Der unbesiegbare Iron Man und Batman. Seine bisher letzte Arbeit im Filmgeschäft (Stand 2020) war eine Sprechrolle in der Zeichentrickserie Cars Toon – Hooks unglaubliche Geschichten im Jahr 2010.

## Filmografie (Auswahl)
Film
- 1965: Women of the Prehistoric Planet
- 1973: … Jahr 2022 … die überleben wollen (Soylent Green)
- 1974: Giganten am Himmel (Airport 1975)
- 1974: Der Killer im Kopf (The Terminal Man)
- 1975: Rollerball
- 1976: Schlacht um Midway (Midway)
- 1976: Helter Skelter – Die Nacht der langen Messer (Helter Skelter)
- 1977: Schwarzer Sonntag (Black Sunday)
- 1978: U-Boot in Not (Gray Lady Down)
- 1984: Buckaroo Banzai – Die 8. Dimension (The Adventures of Buckaroo Banzai Across the 8th Dimension)
- 1985: Die 1000 Augen der Ninja (Pray for Death)
- 1990: Nichts ist irrer als die Wahrheit (Crazy People)
- 1995: Krieg und Liebe (The War Between Us)
- 1996: Lethal Point – Zwei gnadenlose Profis (Hollow Point)
- 1999: The Omega Code
- 1999: 127 Tage Todesangst (Lima: Breaking the Silence)

Fernsehserien
- 1965: Tennisschläger und Kanonen (I Spy, eine Folge)
- 1968: Ihr Auftritt, Al Mundy (It Takes a Thief, eine Folge)
- 1970–1972: Der Chef (Ironside, vier Folgen)
- 1972–1976: M*A*S*H (zwei Folgen)
- 1974: Kojak – Einsatz in Manhattan (Kojak, zwei Folgen)
- 1976: Barnaby Jones (eine Folge)
- 1976–1983: Quincy (Quincy M. E., 148 Folgen)
- 1984: Magnum (eine Folge)
- 1985: Airwolf (eine Folge)
- 1986: Unter der Sonne Kaliforniens (Knots Landing, drei Folgen)
- 1988: Raumschiff Enterprise: Das nächste Jahrhundert (Star Trek: The Next Generation, eine Folge)
- 1988–1989: Falcon Crest (fünf Folgen)
- 1989: MacGyver (eine Folge)
- 1993: Renegade – Gnadenlose Jagd (Folge Samurai)
- 1993–1994: Highlander (zwei Folgen)
- 1995: Akte X – Die unheimlichen Fälle des FBI (The X-Files, zwei Folgen)
- 1996: Chicago Hope – Endstation Hoffnung (Chicago Hope, eine Folge)
- 1997: PSI Factor – Es geschieht jeden Tag (PSI Factor – Chronicles of the Paranormal, eine Folge)
- 1998: Dr. Quinn – Ärztin aus Leidenschaft (Dr. Quinn, Medicine Woman, eine Folge)
- 1999: King of Queens (eine Folge)
- 1999: Diagnose: Mord (Diagnosis Murder, eine Folge)
- 2001: Star Trek: Raumschiff Voyager (Star Trek: Voyager, eine Folge)